# Бехіч Еркін
Мегмед Бехіч Еркін (тур. Mehmet Behiç Erkin; 5 квітня 1876, Стамбул, Османська імперія — 11 листопада 1961, Стамбул, Туреччина) — турецький кадровий офіцер, перший директор (1920—1926) Турецької залізниці, державний діяч і дипломат. Був міністром громадських робіт у 1926—1928 роках, і заступником протягом трьох термінів. У 1928—1939 роках був послом Туреччини в Будапешті, а в період з серпня 1939 по серпень 1943 року — у Парижі та Віші.
Хоча стверджується, що Еркін врятував 20 000 євреїв під час Голокосту, ці заяви є необґрунтованими. У фільмі «Турецький паспорт» критикуються «спроби відбілити винуватця геноциду вірмен, зобразивши його рятівником під час Голокосту».

## Ранні роки
Народився 1876 року в Стамбулі, Османська імперія в сім'ї Джеміля Бея і Надіре Ганім. Виховувався тіткою Сайде Ганім та її чоловіком Гідаєтом-пашою. 1901 року закінчив військову академію. У лютому 1902 року одружився з Бехіє Ганім. У шлюбі народилася донька Решиде (1902) і двоє синів Неджит (1903) і Веджих (1904).

## Кар'єра

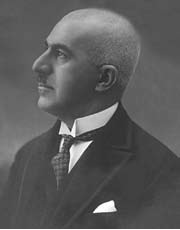
Бехіч Еркін у 1920-х роках.

Під час відрядження у Солоніки познайомився з Мустафою Кемалем Ататюрком з яким товаришував протягом решти життя. Мустафа Кемаль Ататюрк і полковник Бехіч Бей (Еркін) відіграли вирішальну роль в успіху Дарданелльській операції, у якій брали участь як командувачі у період Першої світової війни. Еркін заслужив високу репутацію й отримав військову нагороду німецький Залізний Хрест 1 класу, яка стала у пригоді, коли йому потрібно було справити враження на німців під час окупації. Відіграв провідну роль у Турецькій війні за незалежність. Взяв прізвище «Еркін» після ухвалення закону про прізвища. Воно означає «вільна людина».
Під час геноциду вірмен допоміг організувати депортацію вірменських залізничників.

## У Франції
1939 року тодішній президент Ісмет Іненю запропонував посаду посла у Франції або Німеччині. Він обрав Францію.
Згідно з переписом, проведеним французькою владою під керівництвом німецької армії восени 1940 року, 3381 із 113 467 євреїв старше 15 років, які проживали в Парижі та мали французьке громадянство, були турецького походження. Загальна чисельність турецьких євреїв оцінювалася в п'ять тисяч осіб, з врахуванням осіб до 15 років. Вчені підрахували перебування приблизно десяти тисяч євреїв турецького походження у Франції у той час.
Еркін отримав наказ не репатріювати велику кількість турецьких євреїв на їхню батьківщину, і, за словами історика Марка Девіда Беєра, «зіграв роль у перешкоджанні переважній більшості турецьких євреїв у нацистській Європі знайти безпечне місце». Існує одна підтверджена інформація про турецького дипломата, який пропонував посвідчення особи нетурецьким євреям з гуманітарних міркувань. Еркін повідомив про цю «неналежну поведінку» в МЗС Туреччини.
У серпні 1943 року пішов у відставку та повернувся до Стамбула. 1958 року закінчив мемуари (видані 2010 року). Помер 11 листопада 1961 року. За його бажанням, похований у дворі біля колійного посту на станції Енверіє в Ескішехірі, де він почав свою кар'єру чотири десятиліття тому. 2022 року на його честь названо нове депо метро в Умраніє, Стамбул.

## В літературі

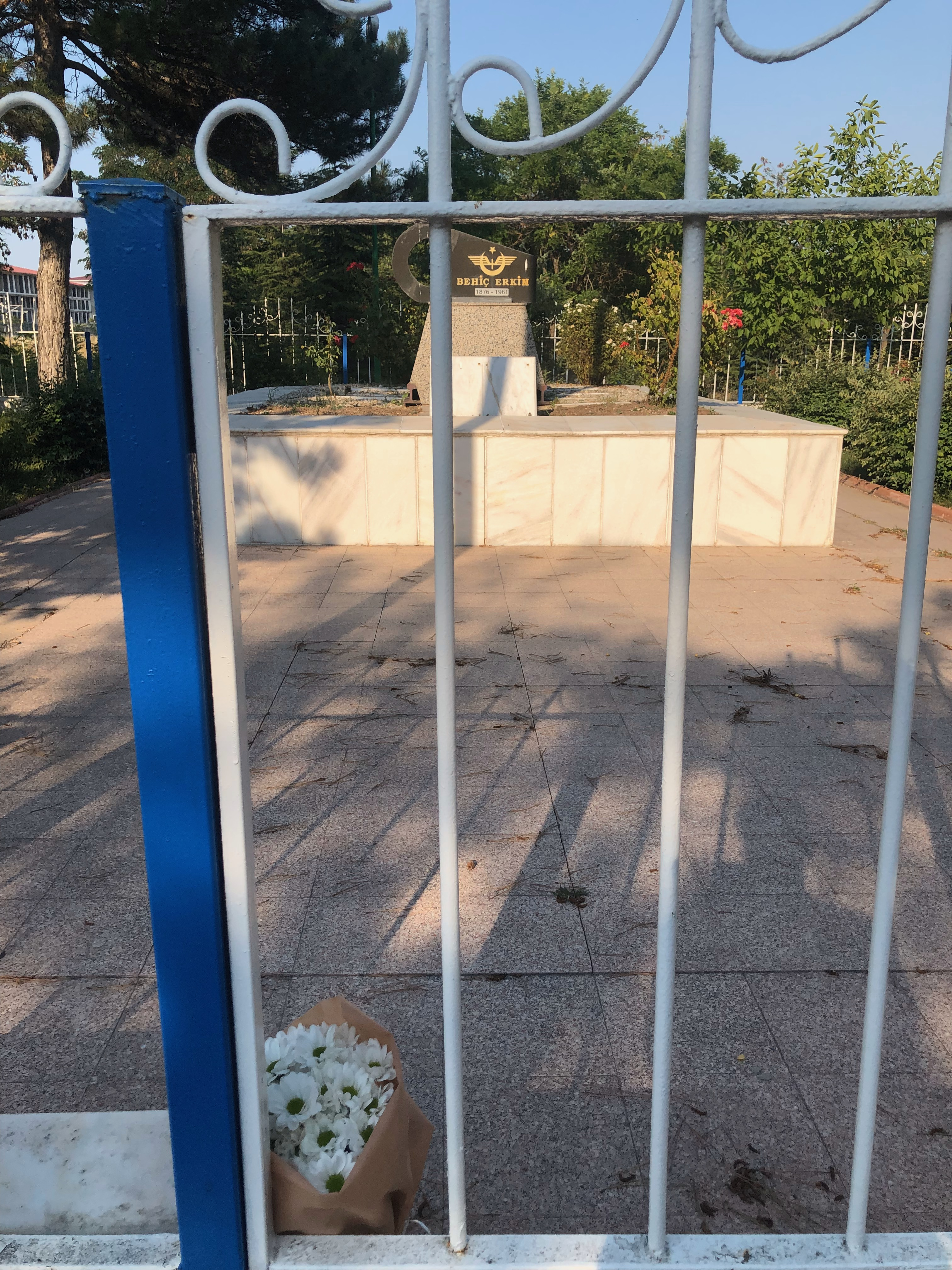
Могила Еркіна

1958 року завершив 900-сторінкові мемуари, які вийшли друком 2010 року завдяки Турецькому історичному товариству. Його онук використав мемуари як основу для власного дослідження життя свого діда. У 2007 році Емір Ківірджик, онук Еркіна, опублікував розповідь «Посол» про перебування Еркіна у Франції. Історик Марк Баєр описує книгу як агіографію.
Зусилля Еркіна щодо порятунку турецьких євреїв були сильно перебільшені. Історик Корінна Ґутштадт виявила, що кількість врятованих євреїв становила лише 114, а не тисячі, як стверджували інші біографії. Крім того, згідно з тією ж статтею, кількість євреїв, яких німецька влада ідентифікувала як можливих громадян Туреччини, становила 3036, тож кількість людей, яких врятував Еркін, очевидно складає невелику частину від загальної кількості.

## Праведник народів світу
У квітні 2007 року ізраїльська асоціація євреїв з Туреччини подала заявку на включення Еркіна до числа праведників народів світу. Заявники, в основному ізраїльтяни з Туреччини, розшукують свідків, які б допомогли задокументувати участь Еркіна у порятунку.